# رسالة إلى صديقي في فرنسا (فلم قصير)
رسالة إلى صديقي في فرنسا (بالإنجليزية: A letter to my friend in France) فيلم مصري قصير للمخرج أكرم البزاوي وتدور أحداثه حول طفل وحيد يقرر كتابة رسالة إلى صديقه في فرنسا، وهو صديق خيالي تعرف عليه عن طريق مدرسته. الفيلم بطولة جون ملاك وصفاء الطوخي. يعد هذا الفيلم الثاني للمخرج أكرم البزاوى، بعد فيلمه التسجيلي القصير «رحلة البحث عن أبو العربى» عام 2017، الذي شارك به في العديد من المهرجانات.

## نبذة عن المخرج
أكرم البزاوي هو نجل الممثل والكاتب محمود البزاوي، وهو حفيد الكاتب محمود السعدني، خريج كلية إعلام جامعة أكتوبر للآداب والعلوم الحديثه، من أهم أعماله كمساعد مخرج مسلسل «سرايا عابدين» الجزء الأول عام 2014، وفيلم «سمير أبو النيل» عام 2013، والفيلم الأمريكي «الخروج» للمخرج ريدلى سكوت عام 2014، حاز فيلمه «رحلة البحث عن أبو العربى» على أربع جوائز في مهرجانات مسقط الدولي 2018 - مهرجان روشستر الدولى في أمريكا - مهرجان الأسكندرية للفيلم القصير - المهرجان اللبنانى للسينما والتليفزيون.

## الفيلم في المهرجانات
شارك «رسالة إلى صديقي في فرنسا» في عدة مهرجانات سينمائية دولية وحصد العديد من الجوائز: المسابقة الدولية لأفلام الطفل بمهرجان بلغاوم السينمائي الدولي للفيلم القصير بالهند - مهرجان فاتن حمامة السينمائي الدولي بلندن - مهرجان لوكاس الألماني - مهرجان نوتنغهام السينمائي الدولي في بريطانيا - مهرجان تايلاند السينمائي الدولي – مهرجان تشونج جو الدولي في كوريا الجنوبية - مهرجان سان فرانسيسكو للفيلم العربي بالولايات المتحدة - مهرجان دبلن للفيلم العربي في أيرلندا - مهرجان أوكرانيا للطفل – مهرجان ريل تايم في نيجيريا (فاز بجائزة أفضل ممثل) - مهرجان المكسيك السينمائى الدولى للفيلم القصير -  مهرجان موسكو السينمائي الدولي لأفلام الطفل - مهرجان سان دييجو الدولي للأطفال.

## روابط خارجية
- مقالات تستعمل روابط فنية بلا صلة مع ويكي بيانات